# Goniophlebium rajaense
Goniophlebium rajaense är en stensöteväxtart som först beskrevs av Carl Frederik Albert Christensen, och fick sitt nu gällande namn av Barbara S. Parris. Goniophlebium rajaense ingår i släktet Goniophlebium och familjen Polypodiaceae. Inga underarter finns listade.